# Iaroslav Ianouchevytch
Iaroslav Ianouchevytch (ou Yaroslav Yanouchevytch) (ukrainien : Янушевич Ярослав Володимирович), né le 7 février 1978 à Kiev en Ukraine, est un économiste, avocat, scientifique, athlète et haut fonctionnaire ukrainien. Il a été chef de l'administration régionale de l'État de Kherson du 3 août 2022 au 24 janvier 2023.

## Biographie
En 2000, il est diplômé en finances de l'Université nationale Taras-Chevtchenko de Kiev.
En 2009, il est diplômé en administration publique de l'université nationale I. I. Metchnikov d'Odessa, 
Depuis le 3 août 2022, il est gouverneur de l'oblast de Kherson, qui, dans le cadre de l'invasion de l'Ukraine par la Russie le 24 février 2022, a acquis le statut d'administration militaire.

## Carrière
Il a commencé sa carrière avril 1996 au Service national des impôts et a gravi les échelons d'inspecteur des impôts à directeur du département.
D'avril 2003 à mars 2014, il a occupé des postes de responsabilité dans les organes centraux du pouvoir exécutif :
- Chef adjoint du département d'État de la surveillance financière du ministère des Finances de l'Ukraine,
- Vice-président du Comité national de surveillance financière de l'Ukraine,
- Chef adjoint de l'administration fiscale de l'État d'Ukraine (limogé le 10 octobre 2007 sur ordre de V. Ianoukovitch[2])
- Chef adjoint de la police fiscale de l'administration fiscale de l'État d'Ukraine,
- Chef adjoint du Service national des migrations d'Ukraine (nommé par V. Ianoukovitch le 16 juin 2011[3])
- Chef adjoint de l'Inspection financière de l'État d'Ukraine (2013-2014).